# Vanzio Spinelli
(Vanzio Spinelli)
Vanzio Spinelli (Cesena, 17 maggio 1923 – Cattolica, 24 giugno 1944) è stato un antifascista e partigiano italiano.

## Biografia

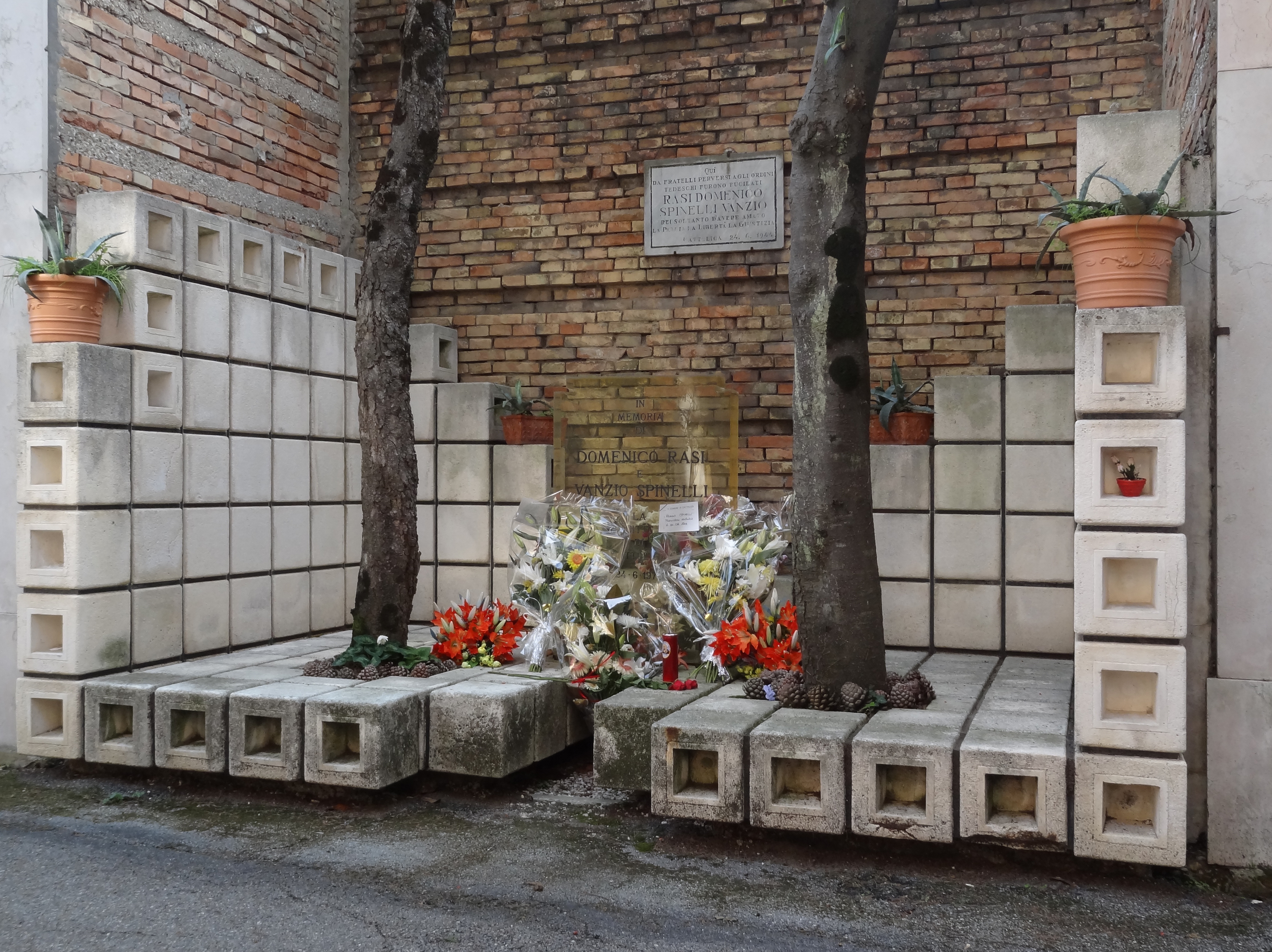
Il monumento a Rasi e Spinelli eretto nel cimitero di Cattolica nel punto ove furono fucilati.

Studente presso l'Istituto industriale superiore di Forlì, nell'estate del 1944 era militare con il grado di sergente del Reggimento Volontari Bersaglieri "Luciano Manara" della R.S.I., Battaglione "Goffredo Mameli", 4º Compagnia, di stanza a Gabicce Monte.

Unitamente al commilitone Domenico Rasi, a seguito della diserzione di alcuni commilitoni verso le forze partigiane, fu accusato da un delatore appartenente allo stesso Reparto di avere manifestato opinioni antifasciste e disfattiste e di avere avuto contatti con esponenti della Resistenza: per tale motivo furono imprigionati presso la rocca malatestiana di Cattolica e processati da un tribunale militare tedesco dal quale - anche al fine di dare una punizione esemplare nel tentativo di porre un freno al crescente fenomeno delle diserzioni - vennero dichiarati colpevoli di "disfattismo nelle forze armate, intelligenza con i partigiani, propaganda sovversiva" e fucilati all'alba del 24 giugno 1944 presso il cimitero comunale.
Nello stesso processo verranno emesse altre condanne più lievi nei confronti dei commilitoni Ippolito Fontana e Carlo Cortesi, per analoghi motivi: quest'ultimo in una dichiarazione allegata agli atti del processo avviato nel dopoguerra nei confronti del comandante del Reparto, il maggiore Leonardo Vannata, ha fornito una drammatica e dettagliata testimonianza delle torture e degli interrogatori, da cui emerge il particolare accanimento dei fascisti nei confronti delle due giovani vittime, ree unicamente di desiderare giustizia e libertà per la loro Patria, come si può leggere nelle toccanti e dignitose parole scritte nelle loro ultime lettere indirizzate a familiari e amici.

## Riconoscimenti
È stato riconosciuto partigiano della "Brigata Mazzini", attiva nel Forlivese, con ciclo operativo dal 20 giugno al 24 giugno 1944.
Nel 1944, una volta liberata la città dai nazifascisti, è stato insignito della Cittadinanza onoraria dal Comune di Cattolica unitamente al compagno Domenico Rasi, ed a loro è stato intitolato il lungomare cittadino, oggi denominato "Lungomare Rasi e Spinelli".
Nel cimitero comunale di Cattolica, nell'esatto luogo ove avvenne la fucilazione, è stato eretto un monumento nel 1978, progettato dall'architetto Luigi Filippini.
La storia di Rasi e Spinelli è stata rappresentata nel film Tutti morimmo a stento, regia di Alessandro Nunziata (2015).